# Sevmash
JSC PO Sevmash (en ruso: ОАО «ПО „Севмаш“», Севмаш, СМП) es una empresa de construcción naval con sede en Severodvinsk, una ciudad portuaria sobre el mar Blanco de Rusia.

## Acrónimo
El nombre Sevmash es una contracción de Sévernoe Mashinostroítel'noe Predpriiátie (Северное Машиностроительное Предприятие), es decir: "Empresa Constructora de Maquinarias del Norte". Sevmash es la empresa de construcción naval más grande de Rusia y hoy en día es el único productor de submarinos nucleares del país. En 2009, la compañía empleó a 26,951 personas y sus ingresos por producción militar fueron de $ 533.02 millones.